# 2004 en chimie
Cet article présente les faits marquants de l'année 2004 en chimie.

## Évènements
- Création du Laboratoire d'innovation pour les technologies des énergies nouvelles et les nanomatériaux[1].
- Octobre : découverte du graphène, un cristal bidimensionnel de carbone, par Andre Geim à Manchester[2],[3].
- 36ème Olympiades Internationales de Chimie, organisées à Kiel en Allemagne du 18 juillet au 27 juillet[4].

## Prix
- Prix Nobel de chimie : Aaron Ciechanover, Avram Hershko et Irwin Rose pour leurs travaux sur la dégradation des protéines contrôlée par l'ubiquitine[5],[6].
- Prix Wolf de chimie : Harry Gray « pour ses travaux pionniers en chimie bio-inorganique, éclaircissant de nouveaux principes de structure et de transfert d'électrons à longue portée dans les protéines »[7].
- Prix Procter & Gamble : Joseph Zasadzinski[8]
- Prix Anselme-Payen : Dieter Klemm[9]
- Médaille Garvan-Olin : Sandra C. Greer[10]
- Prix Ernest-Guenther : William R. Roush[11]
- ACS Award in Pure Chemistry : Mei Hong[12]
- Arthur C. Cope Award : Barry Trost[13]
- Prix Irving-Langmuir : Mark A. Ratner[14]
- Médaille Priestley : Elias J. Corey[15],[16],[17]
- Médaille Davy : Takeshi Oka pour ses contributions nombreuses et variées à la spectroscopie moléculaire et à ses applications, notamment en astronomie[18],[19].
- Prix Alfred-Bader : R. Stanley Brown[20]
- Grand prix Félix-Trombe : Roger Tarroux[21]

- Grand prix Pierre-Süe : Jean-Pierre Sauvage[22],[23]
- Grand prix Achille-Le-Bel : Jean-Pierre Genet[24]
- Faraday Lectureship : Alexander Pines[25]
- Médaille Lavoisier de la Société chimique de France : Fred McLafferty (en)[26],[27],[28]
- Médaille William-H.-Nichols : Allen J. Bard[29]

## Décès
- 28 février : Angie Turner King (née en 1905), chimiste, mathématicienne et enseignante américaine.
- 15 mars : John Pople (né en 1925), chimiste anglais, prix Nobel de chimie en 1998.
- 27 mars : Hugh Christopher Longuet-Higgins (né en 1923), chimiste théorique et chercheur en sciences cognitives britannique.
- 10 avril : Arnold Orville Beckman (né en 1900), chimiste, industriel et philanthrope américain.
- 15 août : Sune Bergström (né en 1916), biochimiste suédois, Prix Nobel de physiologie ou médecine en 1982.
- 13 septembre : Luis Miramontes (né en 1925), chimiste mexicain.
- 11 octobre : Josiane Serre (né en 1922), chimiste française.
- 14 novembre : Helmut Zahn (né en 1916), chimiste allemand.
- 19 décembre : Herbert C. Brown (né en 1912), chimiste américain, prix Nobel de chimie en 1979.
- 29 décembre : Julius Axelrod (né en 1912), biochimiste américain, prix Nobel de physiologie ou médecine en 1970.